# Nell'aria/Non mi avrai
Nell'aria/Non mi avrai è un 45 giri della cantante pop italiana Marcella Bella, pubblicato nel 1983 dall'etichetta discografica CBS.

## Lato A
Nell'aria, scritta da Gianni Bella e Mogol, e arrangiata da Celso Valli, rappresentò la “svolta sexy” di Marcella ed ebbe uno straordinario successo, diventando uno dei brani più famosi della cantante. Il disco si posizionò in breve tempo alla settima posizione dei singoli più venduti in Italia con oltre centocinquantamila copie. Il brano viene presentato al Festivalbar e diventa uno dei grandi successi dell'estate, oggetto d’innumerevoli cover internazionali e remix. Nell'aria è ancora oggi considerata una delle canzoni più rappresentative degli anni Ottanta.

## Lato B
Non mi avrai, scritta da Cheope e Mauro Paoluzzi, era il lato B del disco, contenuto anch'esso nell'album.

## Cover
Una cover in spagnolo, Aire, è stata incisa da Belen Thomas nel 1989. Nove anni dopo gli Articolo 31 hanno campionato il ritornello della canzone nel loro singolo Aria, e similmente i 2black hanno ripreso un sample del ritornello per il loro brano Paradise nel 2004. Nel 2024, il cantante Berna utilizza un'interpolazione della canzone per incidere la sua Sei nell'aria.

## Tracce
Lato A
1. Nell'aria – 3:58 (Gianni Bella - Mogol)

Durata totale: 3:58
Lato B
1. Non mi avrai – 4:07 (Cheope - Mauro Paoluzzi)

Durata totale: 4:07

### Chart
| Chart (1983)  | Peak position |
| ------------- | ------------- |
| Italia (FIMI) | 7             |